# Der Spiegel
Der Spiegel (en alemán, El Espejo) es la mayor revista semanal de Europa y la más importante de Alemania. Publicada en Hamburgo, tiene una difusión semanal de un millón de ejemplares. Su estilo es similar al de las estadounidenses Time o Newsweek. Es conocida en Alemania por su estilo distintivo y académico, así como por su increíble influencia. Una edición media tiene unas 170 páginas, con dos de contenido por cada una de publicidad.

## Historia

### Orígenes

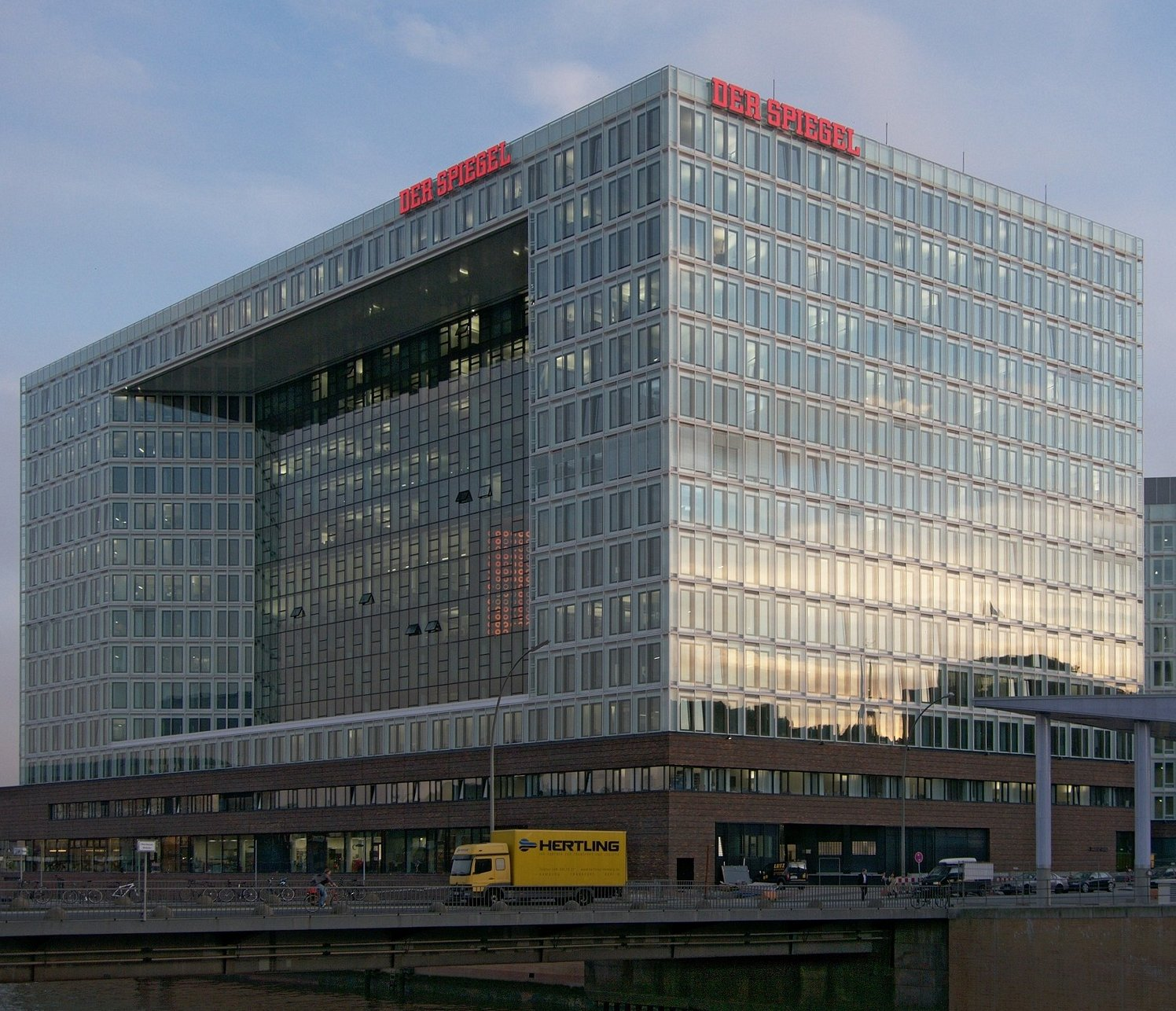
El nuevo edificio en Ericusspitze ocupado en 2011

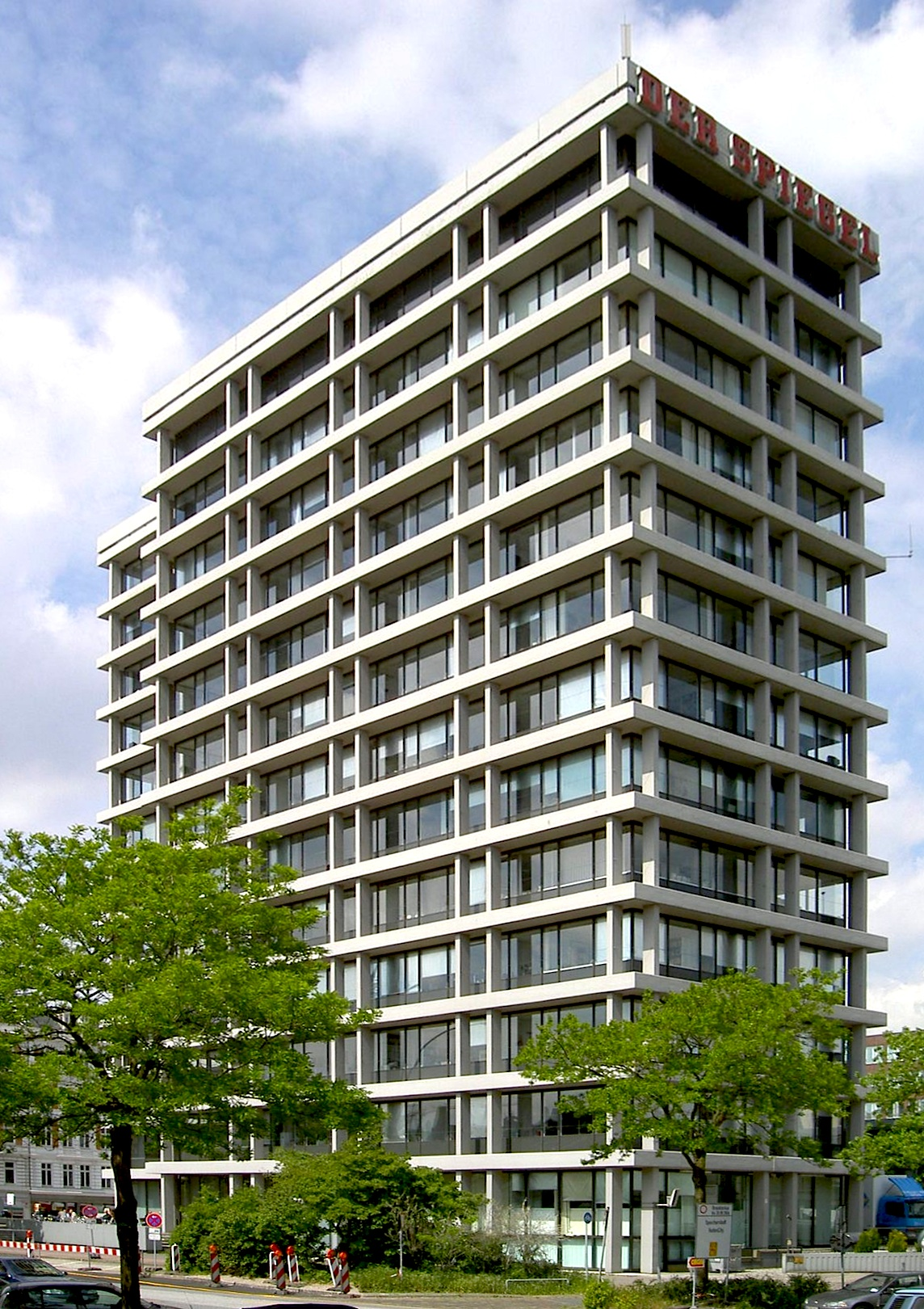
El edificio utilizado por Spiegel-Verlag desde 1969 hasta 2011

Ya antes de la Primera Guerra Mundial, Lion Feuchtwanger había publicado una revista en Múnich con el nombre de Der Spiegel. Se fusionó con Schaubühne de Siegfried Jacobsohn en noviembre de 1908, pero no tiene nada que ver con la actual revista de noticias Der Spiegel.
El primer número de Der Spiegel apareció el 4 de enero de 1947, un sábado, en Hannover. Antes de esta fecha ya había habido otra revista con el nombre de Diese Woche ("Esta semana"), iniciada en 1946 bajo el patrocinio de la administración británica de ocupación en Alemania en Hannover desde noviembre de 1946, siguiendo el modelo de las revistas de noticias estadounidenses y británicas e inicialmente bajo la égida de la Administración Militar Británica. Los tres responsables de prensa eran John Seymour Chaloner, Henry Ormond y Harry Bohrer, este último como redactor jefe en funciones. Con el séptimo número, el periódico pasó a manos alemanas.
Rudolf Augstein, que había dirigido el departamento de Alemania en Diese Woche, recibió la Licencia de Editor y se hizo cargo de la revista, que pronto llamó Der Spiegel, como Editor y Redactor Jefe. El primer número apareció en enero de 1947, se produjo en la Anzeiger-Hochhaus de Hannover y alcanzó una tirada de 15.000 ejemplares -el racionamiento de papel por parte de los británicos impidió inicialmente tiradas mayores-.
En 1949, la redacción adoptó el estatuto Spiegel:
Todas las noticias, informaciones, hechos procesados y registrados en el Spiegel deben ser absolutamente correctos. Cada noticia y cada hecho debe [...] verificarse escrupulosamente.
El Archivo Spiegel, que más tarde se dio a conocer más allá de Alemania y que, con más de 80 empleados, está considerado el mayor departamento de documentación e investigación de una revista de noticias del mundo, debía servir para hacer realidad esta afirmación.
En 1949, Der Spiegel escribió "en un tono generalmente insultante" sobre el cambio de trono de la Reina Guillermina holandesa a la Reina Juliana. Las fuerzas de ocupación británicas prohibieron Der Spiegel durante quince días cuando el gobierno holandés se quejó.
Después de algunos desencuentros con los británicos, la revista pasó a ser propiedad del principal editor del país, Rudolf Augstein, quien le dio el nombre actual. Augstein fue editor y redactor jefe de la revista desde la primera publicación en enero de 1947 hasta su muerte, el 7 de noviembre de 2002.

### Década de 1950
En 1950, el periódico reveló que algunos diputados del Bundestag habían sido sobornados en la Elección de la Capital Federal para que votaran por Bonn en lugar de Fráncfort del Meno. Augstein fue interrogado como testigo en el llamado Comité Spiegel, pero no reveló las fuentes de la noticia y se acogió al deber de silencio periodístico.
En 1952, siguió el asunto Schmeißer. Hans-Konrad Schmeißer, antiguo agente del Servicio Secreto Francés, había afirmado que el canciller Adenauer, el director ministerial Herbert Blankenhorn y el cónsul general Adolph Reifferscheidt habían trabajado para el servicio secreto francés y habían suministrado mensajes secretos a un agente francés. En 1958, comenzó en Spiegel el debate sobre las leyes de emergencia alemanas, que más tarde (1960, 1963, 1965) se convirtieron en varios proyectos de ley del ministro del Interior Gerhard Schröder.
Ya en sus inicios, Der Spiegel alcanzó gran importancia. La tirada aumentó masivamente: en 1961 ascendía a 437.000 ejemplares. Con el éxito económico aumentó también el poder periodístico y la influencia política.
A partir de 1950, la revista fue propiedad de Augstein y John Jahr, cuya parte fue tomada por Richard Gruner en 1962. En 1969, Augstein se convirtió en dueño único de la revista, tras comprar la parte de Gruner por 42 millones de marcos alemanes. En 1971 Gruner y Jahr se unieron para comprar el 25% de la empresa. En 1974, se produjo una reestructuración de la compañía, según la cual todo empleado que trabajase en la revista durante más de tres años tendría derecho a participar en la gerencia y beneficios.
Desde 1952, Der Spiegel ha ocupado su propio edificio en la parte vieja de Hamburgo.

### Asunto Spiegel
El 10 de octubre de 1962 apareció en Der Spiegel el artículo Condicionalmente listos para defender, en el que el redactor responsable Conrad Ahlers citaba documentos internos de la Bundeswehr y concluía que la OTAN y la República Federal no podrían resistir un ataque soviético. El 26 de  octubre de 1962, se registraron el edificio de la editorial Spiegel en Hamburgo y la redacción en Bonn. Se dictaron órdenes de detención por traición, falsificación a traición y soborno activo. El Ministro Federal de Defensa Franz Josef Strauß hace detener por la policía en España al redactor jefe de Spiegel, Conrad Ahlers, por acusaciones falsas y lo traslada a Alemania. Dos días después, Rudolf Augstein se entregó a la policía y fue detenido. Amplios sectores de la población se solidarizaron con la revista y los estudiantes salieron a la calle en apoyo de Augstein. El canciller Konrad Adenauer declaró en el Bundestag, entre fuertes protestas de las filas del SPD y también del FDP y aplausos de la CDU, que en Spiegel se había abierto un "abismo de traición". Al cabo de 103 días, Rudolf Augstein fue puesto en libertad. En 1963, Strauß dijo del periódico:
Son la Gestapo en la Alemania de nuestros días. Guardan miles de archivos personales. Cuando pienso en el pasado nazi de Alemania, casi todo el mundo tiene algo que ocultar, y eso hace posible el chantaje... Me vi obligado a actuar contra ellos.
Strauss tuvo que dimitir tras el asunto. Había violado la ley alemana e internacional de tantas maneras, especialmente al organizar el arresto de Conrad Ahlers en España, que era políticamente imparable. El Canciller Adenauer salió relativamente indemne del asunto a pesar de su "abismo de traición", sobre todo porque su Ministro de Defensa le había informado mal en gran medida y el Canciller argumentó que no debería haber desconfiado de su propio Ministro.
El 13 de mayo de 1965, el Tribunal Federal de Justicia de Alemania se negó a abrir un procedimiento principal contra Ahlers y Augstein por falta de pruebas.
El asunto hizo que amplios círculos, especialmente miembros de la generación joven y de la intelectualidad crítica, se comprometieran con el semanario como garante de la libertad de expresión, y asentó el mito del periódico.

### Década de 1970

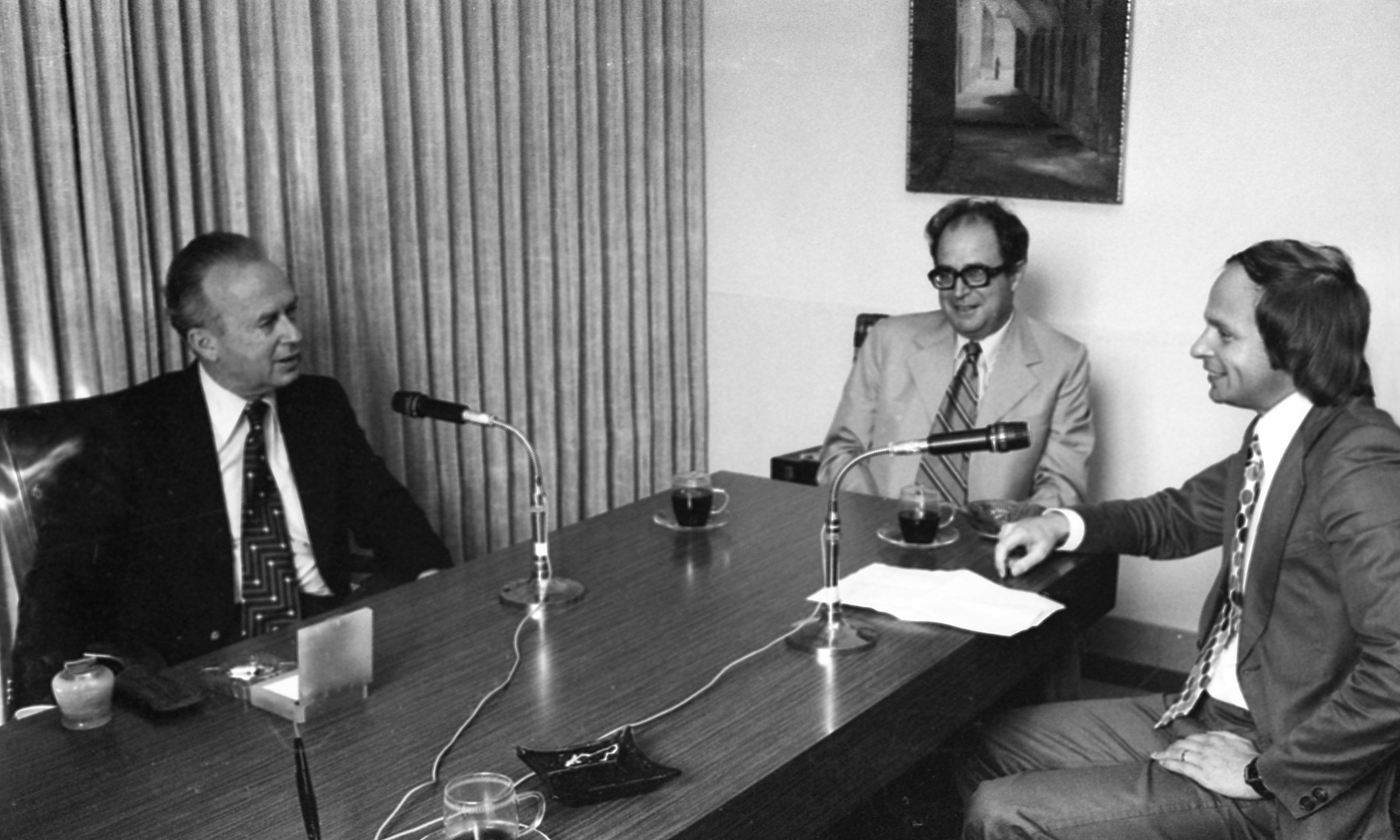
Entrevista de Spiegel a Yitzchak Rabin, primer ministro israelí, 1974

A principios de la década de 1970, el periódico contaba con algo menos de 900 empleados, de los cuales unos 400 trabajaban en la redacción, 100 en documentación y algo menos de 400 en los departamentos comercial y técnico. En 1970 se fundó el Manager Magazin, publicado por una filial del Grupo Spiegel. En 1971/72, se adoptó un modelo de codeterminación y más democracia en la redacción; también un reparto de beneficios. Los ingresos procedentes de la publicidad disminuyeron. En 1971, el número de lectores era de unos seis millones, lo que correspondía aproximadamente al doce por ciento de todas las personas mayores de 14 años que vivían en la República Federal. La tirada en el extranjero representaba entre el 10% y el 15% de la tirada total - Der Spiegel es desde entonces una publicación con gran acogida en el extranjero. La tirada fue de 923.000 ejemplares vendidos.
En 1974, Willy Brandt calificó la revista de "periódico de mierda". En 1975, los corresponsales de Spiegel fueron expulsados de la RDA por "violación maliciosa de sus leyes". En enero de 1978, la RDA cerró las oficinas de Spiegel en la RDA, incluida la de Berlín Este, tras la publicación de reportajes críticos sobre adopciones forzosas y la publicación de la segunda parte del Manifiesto de la Liga de Comunistas Democráticos de Alemania, documento de una supuesta oposición en el seno del SED. La RDA consideraba estas publicaciones como una injerencia en los asuntos internos de la RDA.
El periódico publicó preimpresos de y sobre el disidente Rudolf Bahro, La alternativa (EVA) y Elementos de una nueva política (Olle & Wolter), Respuestas a Bahro (Olle & Wolter), dando así a conocer su enfoque crítico con el sistema a un público más amplio.

## Escándalos destapados
Der Spiegel se ha distinguido por descubrir corrupciones políticas y crear escándalos, ganándose el apelativo de "Sturmgeschütz der Demokratie" (arma de asalto de la democracia). De hecho, la revista se hizo famosa en el año 1950, cuando el parlamento federal tuvo que hacer una investigación sobre las acusaciones de la revista, según la cual, parlamentarios sobornados habían ayudado a que fuese Bonn (y no Fráncfort) la sede del gobierno de la República Federal Alemana.
Sin embargo, fue con el llamado "escándalo Spiegel" (1962), cuando la revista se ganó definitivamente la imagen de defensora de la democracia. Después de un artículo criticando la baja preparación del ejército alemán, el líder conservador y ministro de defensa Franz Josef Strauß inició una investigación contra el semanario, que desembocó en ataques a las oficinas del Spiegel y la detención de varios editores y el autor del artículo, acusados de traición. El caso legal terminó pronto, y tuvo como consecuencias el cese de varios de los miembros del gabinete de Konrad Adenauer. La polémica fue vista como un ataque a la libertad de prensa, con el Spiegel como líder en la defensa de dicha libertad. Desde entonces, Der Spiegel ha jugado un papel esencial en el descubrimiento de varios casos de corrupción política.
En el año 2010 fue uno de los periódicos que publicaron los documentos secretos (Diarios de Afganistán y Registros de la guerra de Irak) del Departamento de Estado de los Estados Unidos filtrados por la militar estadounidense Chelsea Manning a la web Wikileaks. En los años 2013 y 2014 fue uno de los periódicos que, a nivel internacional, fue publicando documentos de alto secreto filtrados por el exanalista de las agencias de inteligencia CIA y NSA, Edward Snowden, que revelaron la existencia de una extensa red de vigilancia a nivel mundial mantenida por varios países (véase: Datos acerca de la vigilancia mundial).

### Cobertura del SIDA
La cobertura de la enfermedad SIDA por parte de la revista ha sido criticada en parte por "inapropiada". El sexólogo Volkmar Sigusch describió esta forma de informar como chocante y fracaso de esa prensa, que entre medias también fue una vez liberal. Otros acusaron al periódico de sembrar el pánico por su tratamiento de las cifras de casos y, mediante declaraciones editoriales como "una vez morirán niños de SIDA, recién operados, víctimas de accidentes, pacientes de hospitales, sin ningún estigma por tanto" o mediante la publicación de las correspondientes cartas al director, para estigmatizar a los enfermos, afectados e infectados.
Sin embargo, en los estudios, el "medio líder Spiegel" sirvió a menudo de escaparate para la crítica, que también podía encontrarse en muchos otros medios. Además, Der Spiegel también recibió el primer Premio de los Medios de Comunicación de la Fundación Alemana contra el SIDA por un reportaje en 1987, que se concede por un trabajo "que informa con conocimiento de causa sobre el VIH/SIDA y contribuye así a la solidaridad con los afectados".

### Acusaciones de manipulación en el Mundial 2014
Durante el Mundial de 2014, Der Spiegel publicó el artículo "Manzanas podridas" del redactor Rafael Buschmann, cuya acusación central era que el manipulador de partidos convicto Wilson Raj Perumal Bushman había predicho el resultado correcto en un chat de Facebook horas antes de un partido del Mundial. Perumal declaró que el chat tuvo lugar después del partido y publicó capturas de pantalla del mismo. En julio de 2019, volvieron a surgir críticas al artículo en el contexto del ascenso previsto de Bushman a jefe del equipo de investigación, para lo cual se pospuso el ascenso previsto hasta que se completara una investigación interna. Tras el anuncio del ascenso previsto, los miembros restantes, Jürgen Dahlkamp, Gunther Latsch y Jörg Schmitt, abandonaron el equipo de investigación y se trasladaron a otros departamentos. El 25 de septiembre de 2019, la editorial Spiegel anunció que Buschmann había renunciado al ascenso. Buschmann no pudo aportar documentos justificativos de su artículo y declaró que sus capturas de pantalla se perdieron cuando su teléfono móvil cayó en un charco. Debido a la falta de pruebas, el artículo fue retirado de internet.

## Críticas
Una de las principales críticas recibidas por el Spiegel se refiere al lenguaje usado por la revista. En sus primeros años, importantes autores le acusaron de "destrozar" el idioma alemán. Todo esto cambió en los años noventa. Después de contratar a algunos de los mejores escritores alemanes, se ha convertido en uno de los guardianes del lenguaje, incluyendo una columna en su edición digital (Zwiebelfisch), que llegó a convertirse en un libro de éxito.
Otros acusan a la revista de haber contratado a antiguos nazis y oficiales de las SS, llegando a distorsionar el pasado para salvar la imagen de los escritores.[cita requerida]
Desde que Stefan Aust tomase el poder en 2002, al semanario se le acusa de moverse a la derecha política, pasando de apoyar al gobierno eco-socialista a mantener una tendencia neoliberal.

## Crecimiento
La circulación de Der Spiegel aumentó rápidamente, al igual que su influencia. Desde las 15.000 copias iniciales en 1947, creció hasta las 65.000 al año siguiente, y 437.000 en 1961. En los setenta alcanzó las 900.000 copias, y superó la barrera del millón de ejemplares en los años noventa, gracias a los nuevos lectores de la Alemania Oriental. Su poderosa influencia se basa en los múltiples casos de investigación y el poder de su casa editorial, que también produce programas de televisión.
En 1993, la compañía editorial Burda lanzó la revista Focus, diseñada como una alternativa a Der Spiegel, con una mayor inclinación al conservadurismo. Ha tenido éxito, llegando a tener una circulación próxima a la del Spiegel, aunque está considerada intelectualmente inferior.

## Spiegel Online
La edición digital, Spiegel Online (abreviado SPON) fue lanzada en 1994. Es la revista digital más visitada en Alemania. Publica artículos de la propia redacción de la revista junto con otros de agencias. Incluye algunos artículos de la edición impresa sin ningún coste. El resto de la edición impresa se puede obtener en formato PDF previo pago.
Spiegel Online fue el primer medio en informar de la responsabilidad de Al-Qaeda en los atentados del 7 de julio de 2005 en Londres.

## Redactores jefe deDer Spiegel
- 1962-1968 : Claus Jacobi
- 1968-1973: Günter Gaus
- 1973-1986: Erich Böhme y Johannes K. Engel
- 1986-1989: Erich Böhme y Werner Funk
- 1989-1994: Hans Werner Kilz y Wolfgang Kaden
- 1994-2008: Stefan Aust
- 2008-2013: Mathias Müller von Blumencron y Georg Mascolo
- 2013-2014: Wolfgang Büchner